# Coapiloloyita
Coapiloloyita är en ort i Mexiko.   Den ligger i kommunen Jesús Carranza och delstaten Veracruz, i den sydöstra delen av landet, 500 km sydost om huvudstaden Mexico City. Coapiloloyita ligger 35 meter över havet och antalet invånare är 555.
Terrängen runt Coapiloloyita är platt. Runt Coapiloloyita är det glesbefolkat, med 10 invånare per kvadratkilometer. Närmaste större samhälle är Jesús Carranza, 2,8 km väster om Coapiloloyita. Omgivningarna runt Coapiloloyita är en mosaik av jordbruksmark och naturlig växtlighet.